# SPAR Premium League 2
Die SPAR Premium League 2 (SPL2) ist die zweithöchste Spielklasse im Schweizer Handball der Frauen. Die SPL2 und die SPAR Premium League 1 (SPL1) bilden zusammen die SPAR Premium League (SPL).

## Name
- 1992/93–2008/09: Nationalliga B[1]
- 2009/10–2011/12: Swiss Premium League 2[2]
- 2012/13–2011/12: SPAR Premium League 2[3]

## Meister ab 2009/10
| Saison  | Meister                         | Vizemeister                     | Resultat                        | Mannschaften |
| ------- | ------------------------------- | ------------------------------- | ------------------------------- | ------------ |
| 2009/10 | TV Uster                        | SG Basel Regio                  | 22–17 P.                        | 8            |
| 2010/11 | HV Herzogenbuchsee              | LC Brühl II                     | 21–20 P.                        | 8            |
| 2011/12 | GC Amicitia Zürich              | HV Herzogenbuchsee              | 26–20 P.                        | 8            |
| 2012/13 | TV Zofingen                     | BSV Stans                       | 24–20 P.                        | 8            |
| 2013/14 | LC Brühl II                     | LK Zug II                       | 32–27 P.                        | 8            |
| 2014/15 | GC Amicitia Zürich              | LC Brühl II                     | 42–36 P.                        | 8            |
| 2015/16 | LC Brühl II                     | HSC Kreuzlingen                 | 37–35 P.                        | 8            |
| 2016/17 | GC Amicitia Zürich              | HV Herzogenbuchsee              | 44–36 P.                        | 8            |
| 2017/18 | LK Zug II                       | HSG Leimental                   | 24–19 P.                        | 8            |
| 2018/19 | LK Zug II                       | HSC Kreuzlingen                 | 23–20 P.                        | 8            |
| 2019/20 | Abbruch infolge des Coronavirus | Abbruch infolge des Coronavirus | Abbruch infolge des Coronavirus | 8            |
| 2020/21 | SG HV Olten                     | LK Zug II                       | 23–20 P.                        | 8            |
| 2021/22 | SG HV Olten                     | Spono Eagles II                 | 23–20 P.                        | 8            |
| 2022/23 | HC Arbon                        | LK Zug II                       | 23–20 P.                        | 8            |
| 2023/24 | LC Brühl II                     | LK Zug II                       | 23–20 P.                        | 8            |